# 장유진 (바이올리니스트)
장유진(1990년 12월 22일 ~ )은 대한민국의 바이올리니스트이다.

## 학력
- 한국예술종합학교 (졸업)

## 개요
1990년, 청주에서 태어나 청주 대성여자중학교를 졸업하고 한국예술종합학교에서 예술사 과정을 수석으로 졸업한 뒤 미국 뉴잉글랜드 컨서버토리(New England Conservatory)에서 수학했다.
장씨가 사용하는 악기는 17∼18세기에 이탈리아의 바이올린 제작가 스트라디바리가 만든 바이올린과 현악기로, 전 세계에서 50여 개만 사용되는 최고가의 명기(名器)로 알려졌다.
'두려움이나 테크닉적인 한계가 없는 연주자'라는 평을 받으며 학구적인 곡 해석 능력과 폭발적인 기교를 겸비한 걸출한 카리스마 연주자로 호평받는다.
센다이 콩쿠르 우승 이후 팬들이 부쩍 늘어난 일본 연주 활동은 여전히 활발하다. 그녀가 현지에서 연 독주회 팸플릿을 모아 사인을 받으러 오는 이들이 한둘이 아니다.

## 수상
- 2004년 《메뉴힌 콩쿠르》 주니어부 3위, 최연소 입상
- 2006년 《러시아 열린 대회(International competition sicians 'Tchaikovsky’s Homeland')》 한국인 최초로 준우승, 청중상, 창작곡상, 최연소 참가자
- 2014년 인디애나폴리스 《국제 바이올린 콩쿠르》 5위, 소나타상
- 2016년 《제6회 센다이 국제 음악 콩쿠르》 바이올린부문 1위
- 2017년 미국 《콘서트 아티스트 길드》우승

## 데뷔
2019년 4월 16일 미국 뉴욕 카네기홀 웨일 리사이틀홀에서 《웨일 리사이틀》로 데뷔하였다. 바흐 <소나타 제3번>, 존 코릴리아노 <바이올린 소나타>, 슈만 <소나타 제2번>, 레나나 구트만 피아노 반주로 연주하였다.

## 공연
- 2014.06.20. 《충북도립교향악단 제10회 정기 연주회》 (청주시민회관) '전설적인 바이올린 스트라디바리우스와 차이콥스키의 조우', 협연, 차이콥스키 4번 교향곡 연주
- 2019.04.16. 미국 뉴욕 카네기홀 웨일 리사이틀홀 《웨일 리사이틀》 바흐 <소나타 제3번>, 존 코릴리아노 <바이올린 소나타>, 슈만 <소나타 제2번>, 레나나 구트만 피아노 반주로 연주
- 2018~2019년 시즌 셔터쿼 심포니 오케스트라와 베토벤 협주곡 협연
- 2019.12.22. 《2019 크리스마스 콘서트》 '유키 구라모토와 친구들' (예술의전당 콘서트홀) 베토벤 바이올린 로망스 2번 협연, '웜 어펙션(Warm Affection)', '티어스 포 유 (Tears for You)' with 유키 구라모토
- 2019.12.24. 《2019 크리스마스 콘서트》 '유키 구라모토와 친구들' (롯데콘서트홀), 베토벤 바이올린 로망스 2번 협연, '웜 어펙션(Warm Affection)', '티어스 포 유 (Tears for You)' with 유키 구라모토